# Bernhard Janeczek
Bernhard Janeczek (Vienna, 10 marzo 1992) è un ex calciatore austriaco, di ruolo difensore.

## Statistiche

### Presenze e reti nei club
Statistiche aggiornate al 30 novembre 2017.
| Stagione                      | Squadra                       | Campionato                    | Campionato | Campionato | Coppe nazionali | Coppe nazionali | Coppe nazionali | Coppe continentali | Coppe continentali | Coppe continentali | Altre coppe | Altre coppe | Altre coppe | Totale | Totale | Totale |
| Stagione                      | Squadra                       | Comp                          | Pres       | Reti       | Comp            | Pres            | Reti            | Comp               | Pres               | Reti               | Comp        | Pres        | Reti        | Pres   | Reti   |        |
| ----------------------------- | ----------------------------- | ----------------------------- | ---------- | ---------- | --------------- | --------------- | --------------- | ------------------ | ------------------ | ------------------ | ----------- | ----------- | ----------- | ------ | ------ | ------ |
| 2010-2011                     | Borussia M'gladbach II        | RL                            | 2          | 0          | -               | -               | -               | -                  | -                  | -                  | -           | -           | -           | 2      | 0      |        |
| 2011-2012                     | Borussia M'gladbach II        | RL                            | 19         | 0          | -               | -               | -               | -                  | -                  | -                  | -           | -           | -           | 19     | 0      |        |
| 2012-2013                     | Borussia M'gladbach II        | RL                            | 24         | 2          | -               | -               | -               | -                  | -                  | -                  | -           | -           | -           | 24     | 2      |        |
| Totale Borussia M'gladbach II | Totale Borussia M'gladbach II | Totale Borussia M'gladbach II | 45         | 2          |                 | -               | -               |                    | -                  | -                  |             | -           | -           | 45     | 2      |        |
| 2013-2014                     | Ried                          | BL                            | 20         | 0          | CA              | 2               | 0               | -                  | -                  | -                  | -           | -           | -           | 22     | 0      |        |
| 2014-2015                     | Ried                          | BL                            | 26         | 1          | CA              | 2               | 0               | -                  | -                  | -                  | -           | -           | -           | 28     | 1      |        |
| 2015-2016                     | Ried                          | BL                            | 28         | 0          | CA              | 3               | 0               | -                  | -                  | -                  | -           | -           | -           | 31     | 0      |        |
| Totale Ried                   | Totale Ried                   | Totale Ried                   | 74         | 1          |                 | 7               | 0               |                    | -                  | -                  |             | -           | -           | 81     | 1      |        |
| 2016-gen. 2017                | Dinamo Bucarest               | L1                            | 0          | 0          | CR              | 1               | 0               | -                  | -                  | -                  | -           | -           | -           | 1      | 0      |        |
| gen.-giu. 2017                | Altach                        | BL                            | 9          | 0          | CA              | 0               | 0               | -                  | -                  | -                  | -           | -           | -           | 9      | 0      |        |
| 2017-2018                     | Altach                        | BL                            | 4          | 0          | CA              | 1               | 0               | UEL                | 0                  | 0                  | -           | -           | -           | 5      | 0      |        |
| Totale Altach                 | Totale Altach                 | Totale Altach                 | 13         | 0          |                 | 1               | 0               |                    | 0                  | 0                  |             | -           | -           | 14     | 0      |        |
| Totale carriera               | Totale carriera               | Totale carriera               | 132        | 3          |                 | 9               | 0               |                    | 0                  | 0                  |             | -           | -           | 141    | 3      |        |